# Suseån (naturreservat)
Suseån är ett naturreservat beläget omkring ån Suseån i Slöinge och Asige socknar i Falkenbergs kommun och Getinge socken i Halmstads kommun.
Det är 80 hektar stort och går längs 2,5 kilometer av ån. Området är skyddat sedan 1991. Ån har två huvudgrenar varav denna, den norra, ibland kallas Mostorpsån. Området kan vara svårt att nå till fots men det går utmärkt att glida fram i kanot genom reservatet. Ån har här bildat meanderform. Längs ån finns även betesmark och ekskog. Floran är artrik och mindre hackspett häckar troligen här. Andra fågelarter som uppträder regelbundet är forsärla, kungsfiskare och strömstare. Flera förhistoriska boplatser har funnits inom området.